# Sizhou Shuiku
Sizhou Shuiku (kinesiska: 泗洲水库) är en reservoar i Kina. Den ligger i provinsen Fujian, i den sydöstra delen av landet, omkring 110 kilometer sydväst om provinshuvudstaden Fuzhou. Sizhou Shuiku ligger 66 meter över havet. Arean är 0,80 kvadratkilometer. Trakten runt Sizhou Shuiku består till största delen av jordbruksmark. Den sträcker sig 1,1 kilometer i nord-sydlig riktning, och 1,8 kilometer i öst-västlig riktning.
Genomsnittlig årsnederbörd är 1 642 millimeter. Den regnigaste månaden är augusti, med i genomsnitt 293 mm nederbörd, och den torraste är oktober, med 12 mm nederbörd.